# Begoña
Begoña (raramente anche Begoina, significante in euskera "la parte bassa", riferita al Monte Artxanda), è il quarto distretto della città di Bilbao, nei Paesi Baschi spagnoli. 
Comprendente i quartieri di Santutxu, Begoña e Bolueta, è stato un comune storico della Biscaglia, incorporato alla città di Bilbao nel 1925.

Vecchio stemma del municipio di Begoña

Originariamente includeva tutte le alture poste a sud e ad est della cittadella fortificata di origine medievale, che attualmente costituiscono il secondo, il terzo, il quarto e, parzialmente, il quinto distretto della città.
Attualmente limitato a tre quartieri, si estende su una piccola zona residenziale compresa tra la Basilica di Begoña ed i giardini Etxebarria Parkea.
A causa della presenza di una chiesa dedicata a Nostra Signora di Begoña, il nome del quartiere è molto diffuso tra le donne nei Paesi Baschi.